# 臧幼俠
臧幼俠（1948年—），出生於中華民國湖南省，是臧肖俠的兒子，家族於1949年遷居到台灣。

## 經歷
為中國國民黨黨員，中華民國陸軍少將軍階退役，2020年4月至2021年10月間擔任黃復興黨部主委。

## 爭議
他曾經表示：「寧願被中國統一，也不要讓民進黨執政」。
2024年8月20日，中國和平統一促進會在香港舉辦「全球華僑華人促進中國和平統一大會」，他到場出席，在會場唱中華人民共和國國歌時未迴避，甚至起立聆聽，違反兩岸條例，遭中華民國國防部停領75%月退俸5年的懲戒。